# Ismaila Sambou
Ismaila Kabba Sambou (* 16. November 1948 in Darsilami, Kombo Central, West Coast Region; † 4. Juli 2024) war Minister für Gemeinden und Landverwaltung und Religiöse Angelegenheiten (Secretary of State for Local Government and Lands and Religious Affairs) im westafrikanischen Staat Gambia.

## Leben
Sambou ging von 1964 bis 1968 auf eine privat geführte technische Hochschule, dann bis 1970 auf das Yundum College und studierte Genossenschaftswesen (Cooperative Studies).
In diesem Bereich war er 1970 bis 1976 als Secco-Manager und dann bis 1980 als Field Coordinator tätig. Es folgte bis 1984 die Aufgabe als Operations Coordinator, Manager und Trainer. Bis 1988 war er als Counterpart/ILO Project Manager in der Gambia Cooperative Union Systems tätig. Von 1988 an war er freiberuflicher Berater.
Am 24. März 2005 wurde er vom Präsidenten Yahya Jammeh zum Minister für Gemeinden und Landverwaltung ernannt. Später, am 24. September 2007, kam der Aufgabenbereich religiöse Angelegenheiten hinzu. Er behielt das Amt bis zum 4. Februar 2010 und wurde von Pierre Tamba abgelöst.
Anschließend, ab April 2010, wurde er als Botschafter in Senegal, Mali und Burkina Faso akkreditiert.
Sambou starb im Juli 2024.